# Hajszín
A természetes hajszínt a génekben kódolt eritromelanin, eumelanin és feomelanin mennyisége határozza meg. Ha ezek a színezékek hiányoznak, akkor a haj egészen világos lesz. Ez albinizmus esetén fordul elő. A természetes hajszín speciális festékekkel megváltoztatható, átszínezhető.

## Hajszínek
Ilyen természetes hajszínek vannak: barna, fekete, vörös, szőke és ősz haj. Hajfestéssel és színezéssel a természetes színektől különböző színek is előállíthatók.

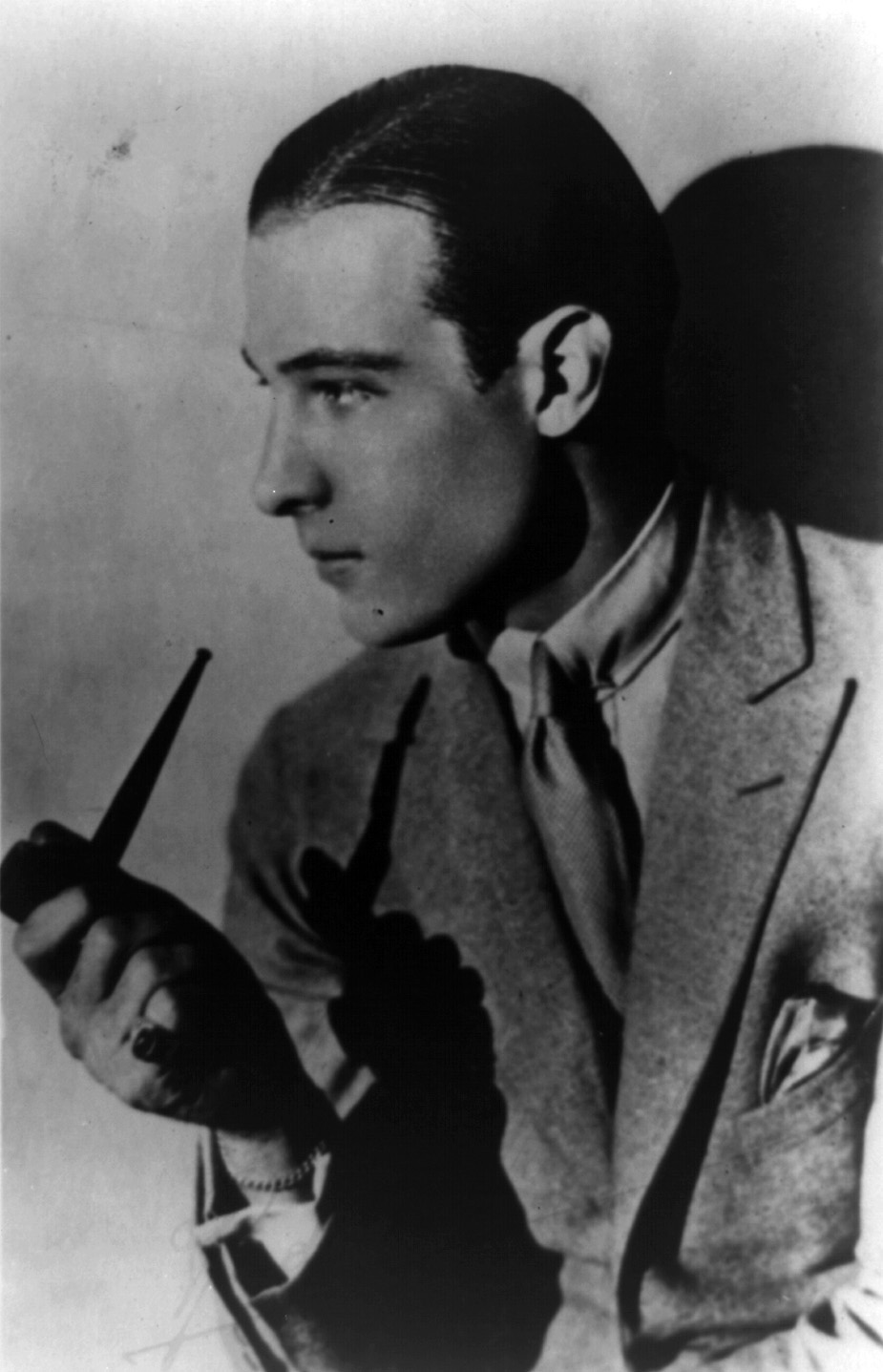
Fekete haj
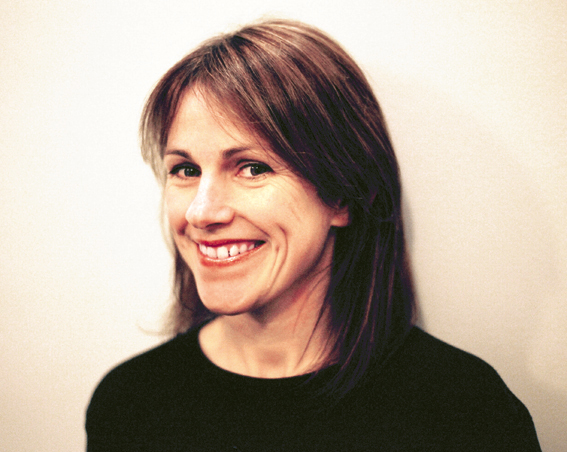
Barna haj
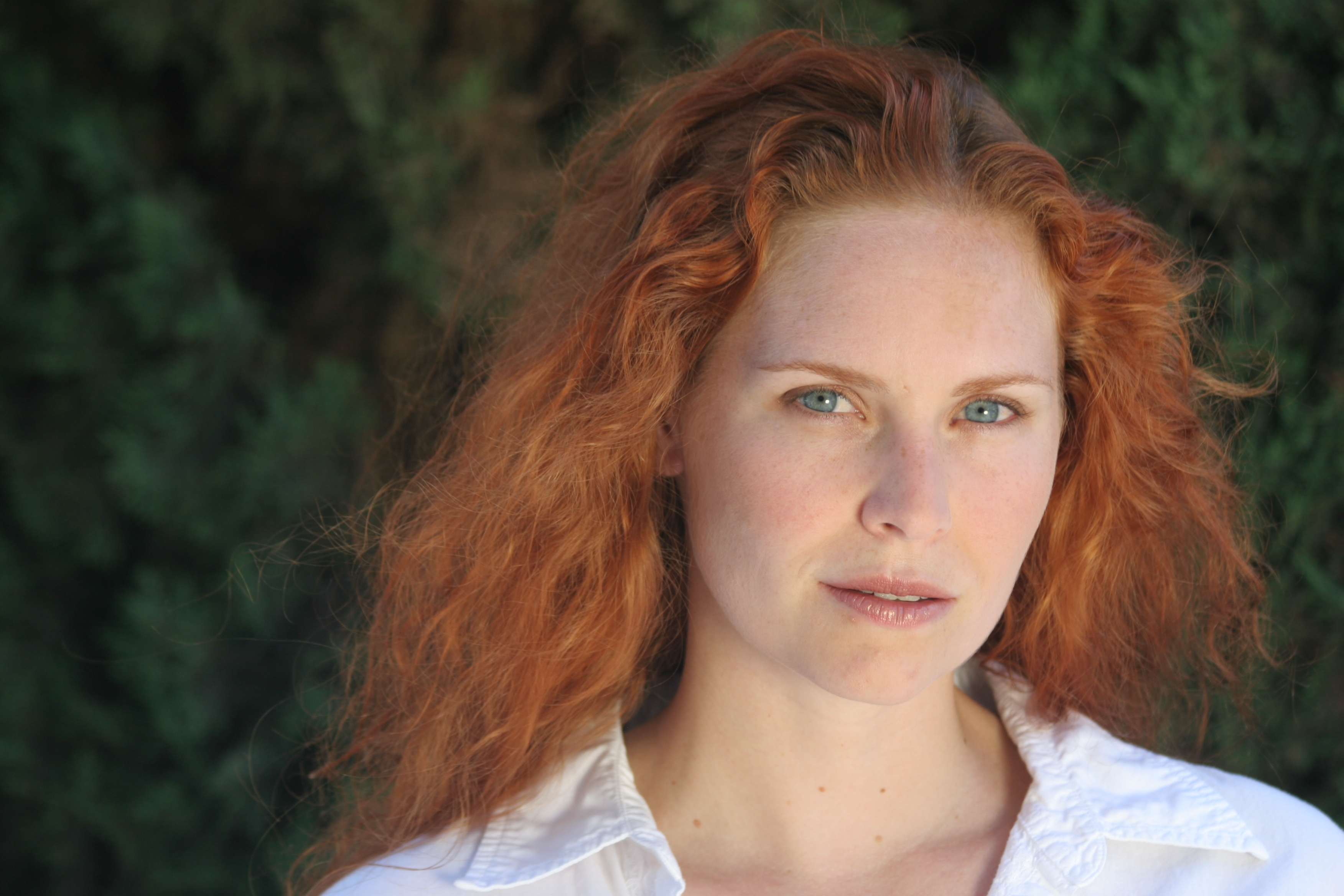
Vörös haj
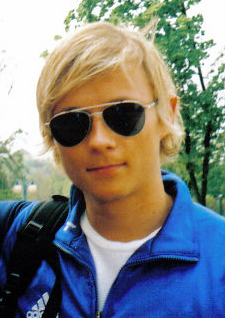
Szőke haj
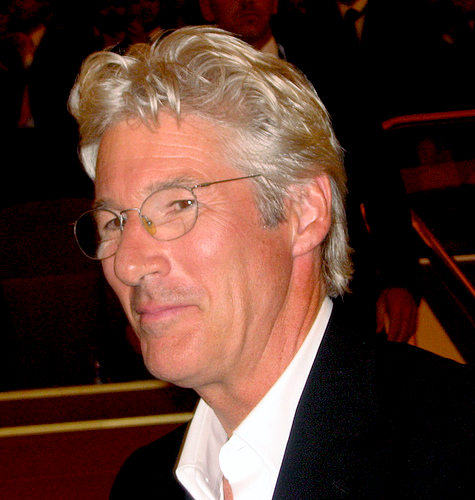
ősz haj

| fehér ősz | tejfölszőke | szőke | sötétszőke | vörös | vörösesbarna, henna | világosbarna | barna | sötétbarna | fekete |

## A hajszín kialakulása
A kétféle melanint a melanociták termelik. Ezek a sejtek a hajhagymákban találhatók, és az aminosavakat alakítják át színanyagokká.
- Az eumelanin barna-fekete színű, és elsősorban azt határozza meg, hogy milyen sötét lesz a haj. A barna vagy a fekete hajban nagyobb szemcséket képez.
- A feomelanin vörös-arany színű, és a szőke vagy a vörös haj tartalmazza belőle a legtöbbet. Finomabb eloszlású, és szemcsemérete is kisebb.

Ezek mennyisége és aránya határozza meg a természetes hajszínt. Keverékszínek is létrejönnek, mint a brünett, a vörösesszőke, vagy a vörösesbarna. A szín élénkségét nem a pigmentek, hanem a haj felszínének, kutikulájának felépítése. Ha az egyes pikkelyek erősen elállnak, akkor a hajszín matt lesz; ha szorosan összesimulnak, akkor élénk. A hajszín mellett a haj vastagsága, formája, az őszülés üteme is genetikailag meghatározott.

## A hajszín eloszlása

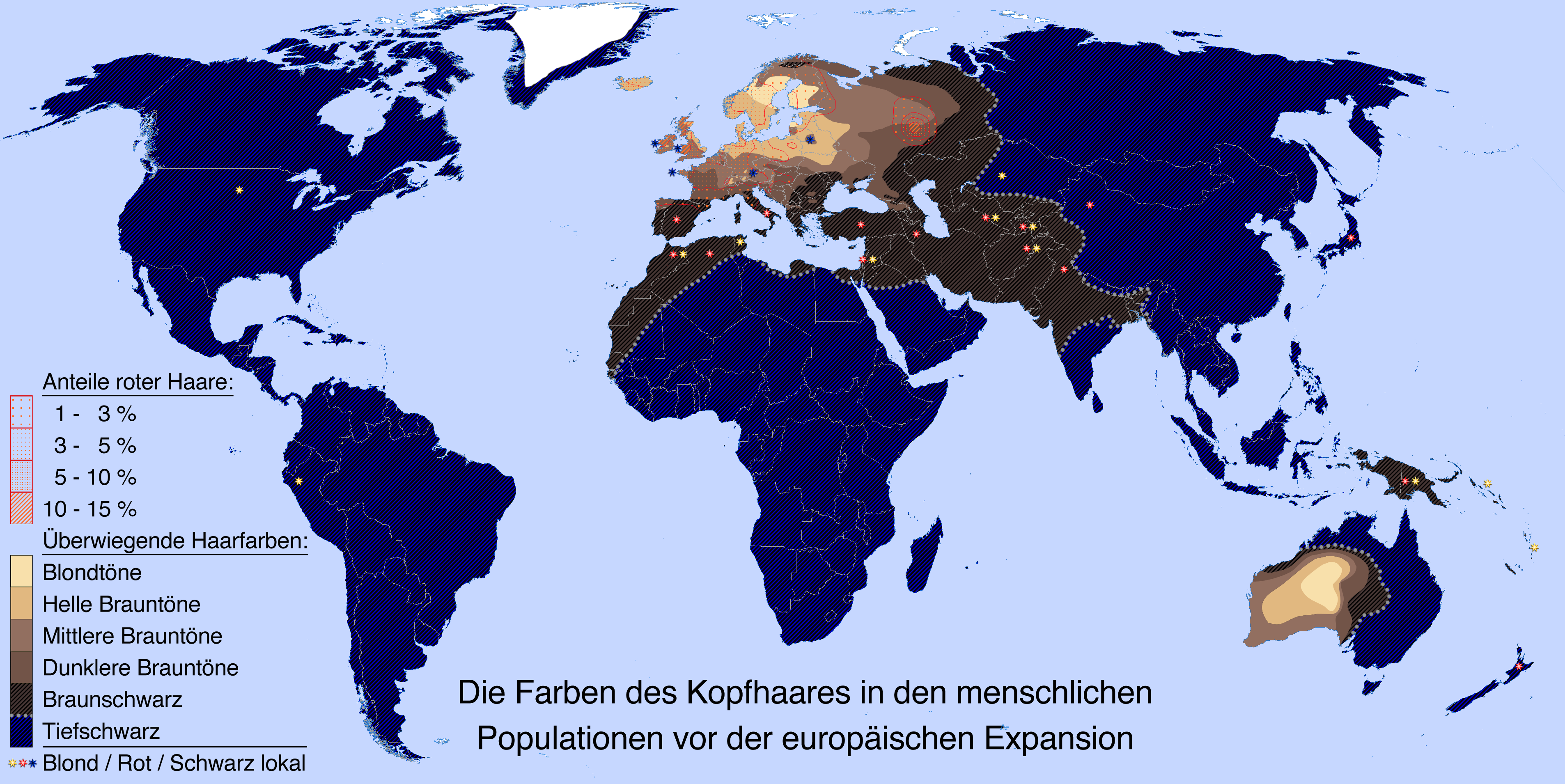
A hajszínek eloszlása az európaiak terjeszkedése előtt. A sötétkék tartomány a mélyfekete hajat jelöli

A barna a leggyakoribb hajszín Európában és az Egyesült Államokban és a világ más részein. A barna hajszínért nagyobbrészt az eumelanin, kevésbé a pheomelanin felelős. Európában a mediterrán térségek jellemző sötétbarna színe észak felé egyre világosabbá válik, és átmegy szőkébe. Ausztrália, Új-Guinea és Melanézia őslakói is többnyire barna hajúak.
A fekete hajszín a legnagyobb világjelentőségű hajszín és az első emberek hajszíne. A világ népességének 70%-a fekete hajú. Az europid fekete hajszín inkább nagyon sötétbarna, míg a többi rasszra a mélyfekete haj a jellemző. Európának azoknak a területein, ahol a világos haj a gyakoribb, a csaknem fekete haj kelta eredetre utal.
A szőke hajszínt a pheomelanin és az eumelanin kis mennyisége alakítja ki. A világ népességének 2%-a felnőttként is szőke. Eredetileg Észak- és Kelet-Európára volt jellemző, de Kelet-Európában is az északi kapcsolatokra vezethető vissza. Közép- és Kelet-Ausztrália őslakóinak körében is előfordul, leginkább a nők és a gyermekek körében. Új-Guineában is Melanéziában is lehet szőke őslakókkal találkozni. Számos legenda mesél szőke vagy vörös indiánokról, akik Kolumbusz felfedezése előtt már Amerikában éltek. A Missouri mellett élő mandan és a Peruban lakó csacsapoja népesség utódainál fordul elő a világosabb hajszín. A tudomány inkább elutasítja a gyarmatosítás előtti európai eredetet, és inkább természetes mutációnak tulajdonítja a világos hajszínt.
A vörös hajszínért a sok pheomelanin és kevés eumelanin felelős. Elterjedése a szőkééhez hasonló. A világ népességének 1-2%-a vörös, de a skótok 13%-a vörös hajú. A többi halmozott előfordulás ott található, ahol a szőkék is helyileg gyakoriak.

## Őszülés
Az ősz haj az idősekre jellemző; az ősz hajszálak az öregedés folyamán jelennek meg. A fehér színt a hajszál belsejében levő levegő jelenléte okozza. A szürke ősz szín a fehérre őszült és a még nem ősz hajszálak keveréke. A haj rendszerint lassan, szálanként őszül, de van, aki hirtelen őszül meg. Ettől meg kell különböztetni a fehér hajat, ami valójában nem fehér, hanem nagyon világos szőke, és az albínókra jellemző.
Az őszülést az okozza, hogy az öregedés vagy egy betegség miatt lecsökken a festékanyagok termeléséhez szükséges tirozin mennyisége. A melanin helyét levegő tölti ki, így a hajszál kifehéredik.
A hajszálak élettartama 3-7 év. Ezután kihullanak, és helyükre új szál nő. Az öregedés folyamán egyre kevesebb lesz a színes haj, és egyre több az ősz. A szakállhoz hasonlóan a halántékon a legrövidebb a hajszálak növekedési ideje, az őszülés többnyire itt kezdődik. Vannak olyan esetek, amikor a már elég fiatal korban akár 20 év alatt is elkezdődik az őszülés. Ennek oka leginkább a genetikai hajlam, de okozhatja betegség, vagy vitaminhiány, esetleg rézhiány.
Egy újabb vizsgálat szerint az őszülés oka az őssejtek pusztulása. Az Amerikai Egyesült Államokban végzett állatkísérletek szerint a szőr, illetve haj kifehéredik, ha bizonyos őssejtek száma lecsökken a bőrben. A melanintermelő melanociták ezekből jönnek létre. Lásd Science-Online (12/2004).
Egy 2009-es vizsgálat szerint a kataláz enzim mennyiségének csökkenése miatt a hidrogén-peroxid inaktiválja a tirozinázt, így az nem tud melanint készíteni.

## A kultúrában
A hajfestés egészen az ókori egyiptomiakig vezethető vissza. Az egyházatyák erkölcsileg kritizálták, és eszkatologikus fontosságúvá tették. A hagyományos keresztény hozzáállást csak az 1860 körüli évek változtatták meg, amikor a hajfestést modernizálták. Ettől kezdve igyekeztek természetes hatást kelteni, és népszerűsíteni a hajfestést a hollywoodi sztárok bevonásával. A hajfestés legkiemelkedőbb megjelenítései közé tartozik Alfred Hitchcock Szédülés (1958) című filmje és Jean Echenoz Roman Les grandes blondes (1995) című regénye.

## Rokon témák
Az állatoknál az albinizmus mellett melanizmus is előfordul, amitől fekete lesz a bőr és annak függelékei, így a szőr is.
A melanociták a bőr pigmentsejtjei

## Fordítás
- Ez a szócikk részben vagy egészben  a   Human hair color című angol Wikipédia-szócikk fordításán alapul.  Az eredeti cikk szerkesztőit annak laptörténete sorolja fel. Ez a jelzés csupán a megfogalmazás eredetét és a szerzői jogokat jelzi, nem szolgál a cikkben szereplő információk forrásmegjelöléseként.

## További információ
- Ezért őszülsz meg
- Ezeket edd az őszülés ellen